# Santa Domenica Talao
Santa Domenica Talao ist eine italienische Stadt in der Provinz Cosenza in Kalabrien mit 1132 Einwohnern (Stand 31. Dezember 2023).

## Lage und Daten
Santa Domenica Talao liegt etwa 103 km nördlich von Cosenza. Die Nachbargemeinden sind Orsomarso, Papasidero, Praia a Mare, San Nicola Arcella und Scalea.

## Sehenswürdigkeiten
Die Pfarrkirche beinhaltet Gemälde aus dem 17. Jahrhundert und ein Prozessionskreuz aus dem Jahre 1741. Das Palazzo Campagna ist im barocken Stil erbaut.

## Geschichte
1989 wurden hier 60 Tonnen Krankenhausmüll entdeckt, die illegal in einem Firmenofen verbrannt werden sollten. Die Stadt wurde zum Ausgangsort kalabrischer Giftmüllskandale der dort ansässigen Mafia ’Ndrangheta.